# Pisaura swamii
Espèce
Pisaura swamii est une espèce d'araignées aranéomorphes de la famille des Pisauridae.

## Distribution
Cette espèce est endémique du Gujarat en Inde,. Elle se rencontre dans le district de Bhavnagar.

## Description
La femelle holotype mesure 12,00 mm.

## Publication originale
- Patel, 1987 : « A new spider species: Pisaura swamii sp. nov. (Pisauridae) ». Biological Bulletin of India, vol. 9, no 1, p. 64-66.